# Kanton Nasbinals
Nasbinals is een voormalig kanton van het Franse departement Lozère dat deel uitmaakte van het arrondissement Mende. Het kanton werd op 22 maart 2015 opgeheven, waarop de gemeenten werden opgenomen in het kanton Aumont-Aubrac.

## Gemeenten
Het kanton Nasbinals omvatte de volgende gemeente:
- Grandvals
- Malbouzon
- Marchastel
- Nasbinals (hoofdplaats)
- Prinsuéjols
- Recoules-d'Aubrac